# Medizinische Datenbank
Medizinisches Wissen ist heute in etwa 1000 Fachdatenbanken abgelegt. Dabei unterscheidet man zwischen Literaturdatenbanken (z. B. MEDLINE), die bibliographische Verweise auf Zeitschriftenartikel enthalten, Faktendatenbanken (z. B. ChemIDplus oder PubChem), die das gesuchte Wissen im Volltext bereitstellen, und Bilddatenbanken (z. B. DERMIS).
Zu den wichtigsten Einrichtungen, die medizinische Datenbanken bereitstellen, gehört die National Library of Medicine (NLM) in Bethesda, Maryland, USA sowie das National Center for Biotechnology Information (NCBI). Beide Einrichtungen arbeiten eng mit den National Institutes of Health (NIH) zusammen.
In Deutschland ist das Deutsche Institut für medizinische Dokumentation und Information (DIMDI) in Köln ein zentraler Anbieter von Datenbanken. Kommerziell gehört die Firma Dialog zu den größten Providern.
Ferner umfasst der Begriff Medizinische Datenbank auch jene Datenbanken, mit Informationen über Patienten, z. B. Patientenstammdaten, Versicherungsnummer, Laborbefunde, Ergebnisse von bildgebenden Untersuchungen usw.

## Molekularbiologische Datenbank
Molekularbiologische Datenbanken sind Faktendatenbanken, die eine Darstellung des Genoms und Proteoms des Menschen sowie anderer Spezies enthalten. Sie gehören damit neben den Blutbanken und Gewebedatenbanken zu den wichtigsten Vertretern der Biobanken.
Weltweit gibt es ca. 500 öffentliche und kommerzielle solche Datenbanken. Sie enthalten Informationen über die Nukleotid-Sequenz von Genen oder die Aminosäure-Sequenz von Proteinen. Weiter sind dort unter anderem Informationen über die Funktion, die Struktur, die Lokalisation am Chromosom, die klinischen Auswirkungen von Veränderungen sowie die Ähnlichkeiten von biologischen Sequenzen zu finden.
Mit Hilfe der biologischen Datenbanken soll das Zusammenspiel von Biomolekülen und somit der gesamte Stoffwechsel eines Organismus erklärt werden. Dies würde die rationale Bekämpfung von Krankheiten und damit auch die Entwicklung von Pharmazeutika enorm erleichtern.
Da das biologische Wissen auf viele Datenbanken (meist auch räumlich) verteilt ist, ist es schwierig Konsistenz der Informationen zu gewährleisten, was zu teilweise niedriger Datenqualität in den biologischen Datenbanken führt.
Hilfestellung leisten sogenannte Meta-Suchmaschinen (Suchmaschinen über viele Datenbanken) wie Entrez Gene vom National Center for Biotechnology Information (NCBI) oder der Bioinformatik-Harvester.
Zu den bedeutendsten molekularbiologischen Datenbanken gehört die GenBank.

## Weitere Beispiele
- PubMed – eine englischsprachige textbasierte Meta-Datenbank mit medizinischen Artikeln
- Online Mendelian Inheritance in Man (OMIM) – eine Gendatenbank
- MEDLINE von Ovid Technologies
- Deutsche Zentralbibliothek für Medizin
- Bgee – Genexpression zwischen verschiedenen Arten und Bedingungen